# Paraemporia monotona
Paraemporia monotona är en fjärilsart som beskrevs av Hans Georg Amsel 1951. Paraemporia monotona ingår i släktet Paraemporia och familjen mott. Inga underarter finns listade i Catalogue of Life.